# アレスIV
アレスIV（Ares IV）は、NASAがコンステレーション計画の一環としてかつて開発計画を進めていた、大重量物打ち上げロケットのアレスシリーズの一タイプである。
アレスIVは有人打ち上げ用のアレスI (Crew Launch Vehicle, CLV) と、貨物打ち上げ用のアレスV (Cargo Launch Vehicle, CaLV) の中間の位置づけで開発を検討されていたロケットだったが、後に計画から除外された。その後コンステレーション計画が中止されたため、アレスIとアレスVの開発も中止されている。

## 概要

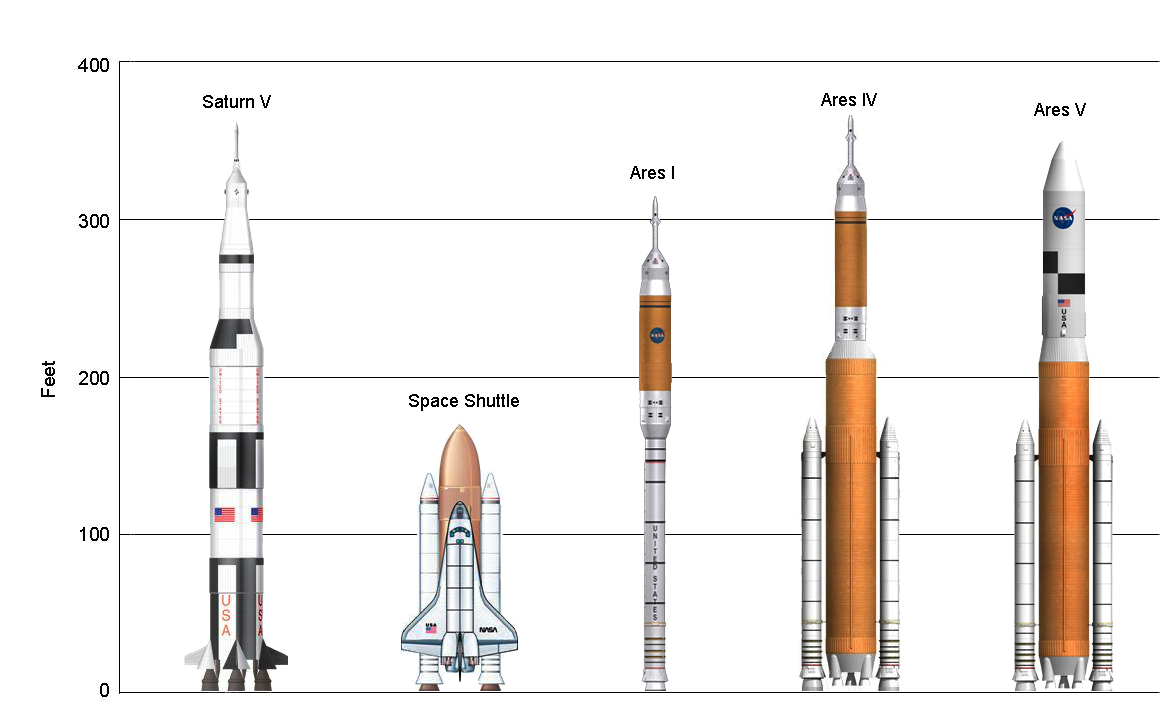
Comparison of サターンV 型ロケット、スペースシャトル、および将来のアレス打ち上げ宇宙船

2007年1月のNASAの説明では、アレスVのようなデザインであり、全長113 m (371 ft)、1段目は液体燃料エンジンで、2個から5個のセグメントの固体ロケットブースタを装備し、上段の液体燃料ステージはアレスIから流用されるとされた。総貨物容量は41,100 kg (90,610 lb)で、高度240マイル (386 km)の直接月輸送任務が可能だった。

## ミッション
2007年1月下旬、NASAは有人月周回ミッションに使用するアレスIVの運用およびオリオン宇宙船 (Orion Crew Exploration Vehicle, CEV) の「シェイクアウト」テストを開始し、高速で「スキップ」するオリオンの再突入カプセルのプロファイルを行った。
アレスIVは、これらの初期段階を終えても有用な可能性がある。 2月のミッションは、2ブロックのカプセルからなるオリオン宇宙船とアルタイル月面着陸機 (Lunar Surface Access Module, LSAM) を直接月の周回軌道に投入することが出来る。アレスIVによって打ち上げられた2機は、1つは有人のオリオン宇宙船でありもう1つは無人探査機で、オリオンとLSAM機は月周回軌道でランデヴーとドッキングを行う。
これはアレスIおよびアレスVとは対照的で、これらは地球周回軌道でのドッキングおよびランデヴーを行い月に向かうことになる。もし元の計画のように無傷のアレスIVを使用するなら、それはアポロ13号のように無人の「オリオン救助船」を打ち上げ、乗員はLSAMを救命ボートのように使用して、ダメージを負ったオリオン宇宙船を乗り捨てて地球に帰還する。
これはアポロ計画で予定されていたサターンII 型ロケットとサターン INT-20ロケットと同様の計画だが、リチャード・ニクソン大統領はスペースシャトルの廃案に賛成している。